# Martin Goffa
Martin Goffa (1973) je český spisovatel detektivních příběhů a thrillerů.
Spisovatel vystupující pod pseudonymem Martin Goffa působil od 90. let 20. století u Policie ČR. Tři roky pracoval jako pochůzkář, poté se jako kriminalista věnoval převážně majetkové trestné činnosti. Po 15 letech policejní kariéru ukončil a začal se věnovat psaní.

## Dílo
Literární kritik Pavel Mandys řadí Goffu mezi nejzajímavější nové české autory detektivek, oceňuje to, jak využívá své policejní zkušenosti, a domnívá se, že se jako spisovatel s každým dalším dílem zlepšuje.

### Série s Mikulášem Syrovým
- Muž s unavenýma očima (2013)
- Bez těla (2014)
- Mezi dvěma ohni (2014)
- Živý mrtvý a další policejní povídky (2015)
- Plaváček (2016)
- Dítě v mlze (2016)
- Štvanice (2017)
- Vykoupení (2018)
- Primární důvěra: prst na spoušti (2018)
- Primární důvěra: úhel pohledu (2019)

### Série s Markem Vrázem
- Přiznat vinu (2019)
- Muž z chatrče (2020)
- Děvčátko (2020)
- Sekta (2020)
- Ženská na odstřel (2021)
- Člověk za oponou (2022)
- Vodní hrob (2023)

### Série Ve výslužbě (Arnošt Milota)
- Zmizelá aneb první poslední případ (2024)
- Smrt na vsi (2025)
- Muž z minulosti (2025 - brzy vyjde)

### Ostatní
- Vánoční zpověď (2013)
- Tři mušketýři – povídka ze souboru Praha noir (2016)
- Rémi (2018)
- Plán B – povídka ze souboru Město mezi zelenými kopci (2018)

## Ocenění
Za román Dítě v mlze obdržel Goffa Cenu Jiřího Marka za nejlepší českou detektivku roku 2016.